# Božena Kuklová-Štúrová

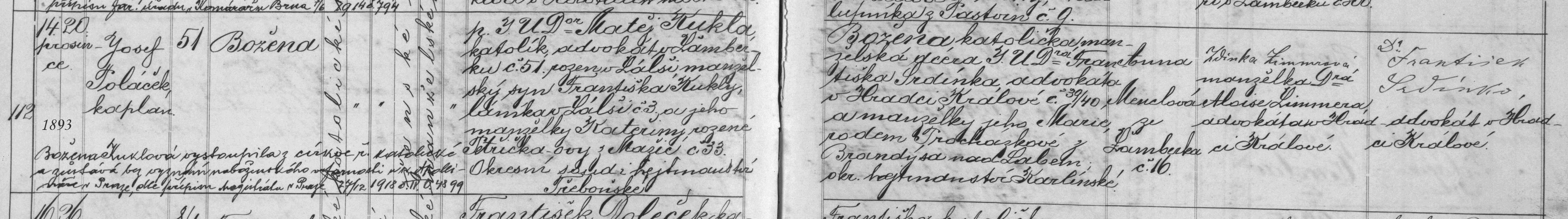
matriční zápis o narození a křtu Boženy Kuklové (matrika N 1888-1901 územní rozsah: Žamberk (SOA Zámrsk))

Božena Kuklová-Štúrová (14. prosince 1893 Žamberk – 14. dubna 1977 Bratislava) byla česká lékařka.

## Život
Vystudovala lékařskou fakultu Univerzity Karlovy, od roku 1919 působila v Bratislavě, kde se stala spoluzakladatelkou zdejší univerzity. Po habilitaci se stala první univerzitní profesorkou v Československu.  Věnovala se zejména problematice tuberkulózy, několik let byla přednostkou kliniky tuberkulózy v Bratislavě. Během druhé světové války nesměla na bratislavské univerzitě přednášet. V roce 1969 byla vyznamenána medailí J. Á. Komenského (v Bratislavě) a medailí J. E. Purkyně (v Praze). Jejím manželem byl slovenský filozof Svätopluk Štúr.
V roce 1992 jí byl udělen Řád T. G. Masaryka III. třídy in memoriam.